# Goltoft
Goltoft ist ein dörflicher Ortsteil der Gemeinde Brodersby-Goltoft im Kreis Schleswig-Flensburg in Schleswig-Holstein. Er ist anerkannter Erholungsort.

## Geographie

### Lage
Der Ortsteil Goltoft liegt auf dem nördlichen Ufer des Meeresarms Schlei und damit im südlichen Bereich der Ostseehalbinsel Angeln, dem nördlichsten Teilabschnitt des Naturraums Schleswig-Holsteinisches Hügelland (Haupteinheit Nr. 70). Südlich des Ortes weist die Schlei eine Engstelle auf, die (übersetzt aus dem Dänischen) sogenannte „schmale Schleienge“ (=Mysunde). Diese wird erweitert durch mehrere Noore, von denen das Missunder Noor das größte ist.

### Wohnplätze
Die ehemals selbständige Gemeinde Goltoft umfasste neben dem Dorf gleichen Namens ebenfalls die weiteren Wohnplätze Hellör, Norderfeld, Nordschau und Schleihof.

## Geschichte

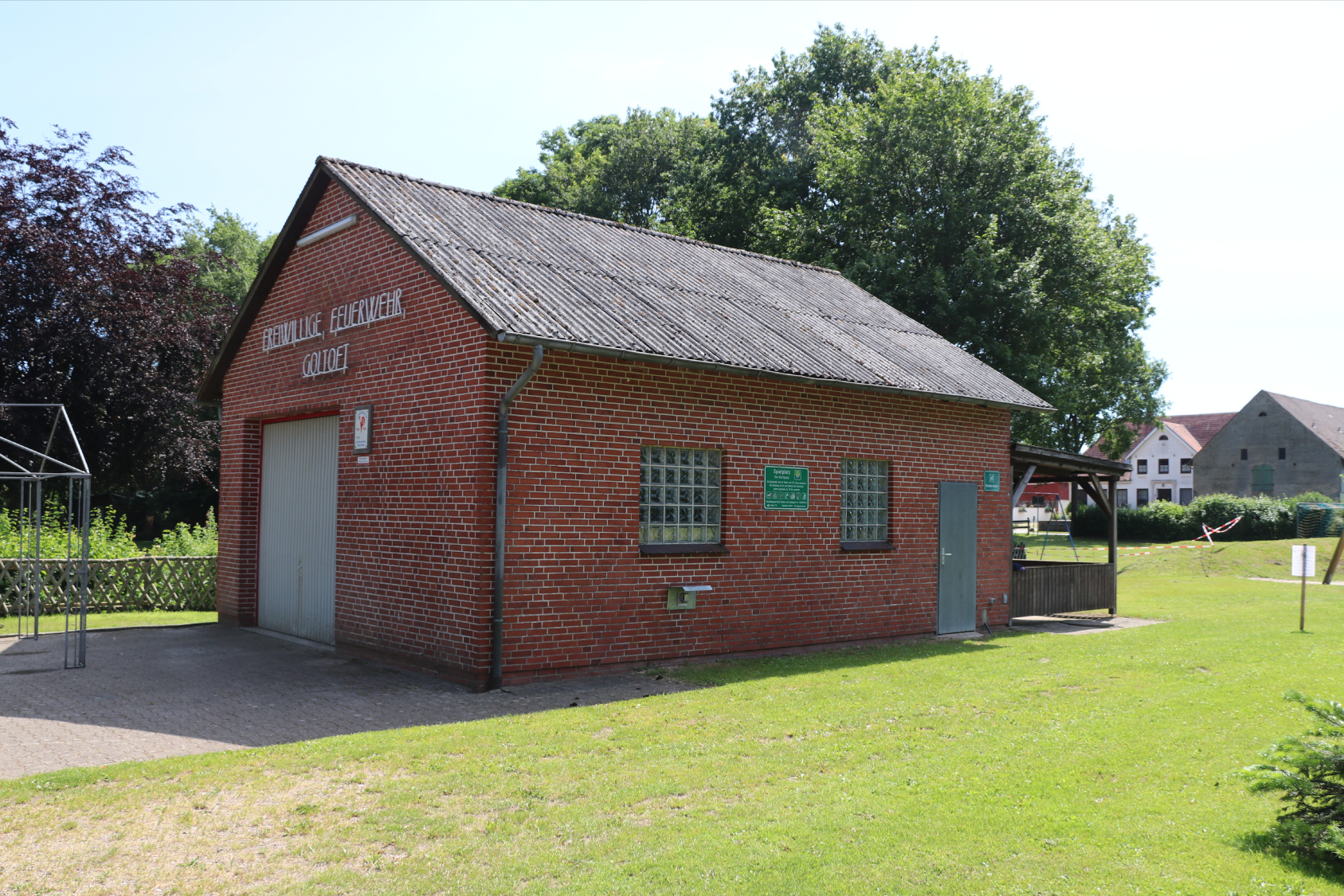
Feuerwehrhaus Goltoft

Der Name des 1386 erstmals erwähnten Ortes kommt aus dem Dänischen und bedeutet Siedlungsplatz (toft) in unfruchtbarem Gelände (gold).
In früheren Zeiten gab es in Goltoft eine Kapelle, welche sich auf dem sogenannten Karkbarg befand, welcher östlich des Dorfes liegt. Da bereits 1463 erwähnt wurde, dass in der Kapelle keine Gottesdienste mehr stattfanden, ist davon auszugehen, dass die Kapelle in der Zeit danach eingegangen ist. Das Pastorat blieb jedoch bis 1765 in Goltoft, bis es nach Brodersby verlegt wurde, welches bis dahin keins hatte. Heute bleibt als einzige Hinterlassenschaft der Flurname Kirchenberg und der Straßenname Zum Kirchberg.
In der Karte „Herzogtum Schleswig“ (erschienen 1756–1777) ist Goltoft auch als „Capelberg“, gelegen zwischen „Hessttofft“ und „Brodersbuy“, bezeichnet.

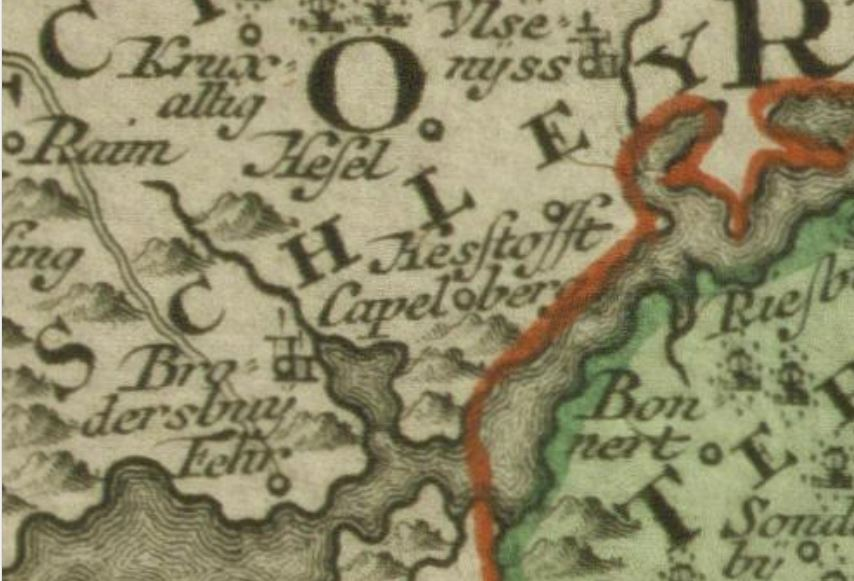
Karte „Herzogtum Schleswig“

Zum 1. März 2018 fusionierte die Gemeinde Goltoft mit der Nachbargemeinde Brodersby und erhielt ihren heutigen Namen. In der letzten Gemeindevertretung, sie bestand seit der Kommunalwahl 2013, waren alle neun Sitze von der örtlichen Wählergemeinschaft GWG besetzt. Carmen Marxsen (GWG) war die letzte Bürgermeisterin der aufgelösten Gemeinde.

## Wappen
Blasonierung: „Von Gold und Blau im Wellenschnitt gesenkt geteilt. Oben zwei fächerförmig gestellte grüne Eichenblätter, deren Stiele durch ein verknotetes grünes Band zusammengehalten werden, unten ein silberner Fisch.“
Die beiden Figuren des Goltofter Wappens knüpfen an historische Gegebenheiten an. Die durch ein verknotetes Band zusammengehaltenen Eichenblätter verstehen sich als die stilisierte Form einer Doppeleiche, das Erinnerungszeichen an die schleswig-holsteinische Erhebung von 1848. Wie in vielen Gemeinden wurde auch in Goltoft, wohl zur Fünfzigjahrfeier 1898, eine solche Eiche gepflanzt. Die alte Eiche, 1978 durch Straßenbau beseitigt, wurde im Jahre darauf durch eine junge ersetzt. Der Knoten der Wappenfigur ist Zeichen unverbrüchlicher Verbundenheit Schleswigs und Holsteins, die Eiche Garant für Unabhängigkeit und Beständigkeit der Bürger der Gemeinde. Goltoft war Bestandteil der Schliesharde oder Schleiharde. Als Verwaltungs und Gerichtsbezirk führte die Schliesharde ein Siegel. Das Siegelbild war ein Fisch, der die Lage an der fischreichen Schlei versinnbildlicht. Aus diesem Hardessiegel hat Goltoft den Fisch übernommen.

## Wirtschaft
Der Ort ist durch die Urproduktion der Landwirtschaft und vom Tourismus geprägt. Goltoft verfügt über einen seit 1964 existierenden Campingplatz in Nähe des Wohnplatzes Hellör. Er liegt direkt an der Schlei in einem Landschaftsschutzgebiet. Außerdem sind am Ort ein Kanuverleih, eine Handweberei, ein Fahrradverleih sowie mietbare Ferienwohnungen vorhanden.

## Persönlichkeiten
In Goltoft lebte Wilfried Erdmann, der einzige Einhandsegler, der die Erde in beide Richtungen nonstop und mit derselben Segelyacht Kathena Nui umsegelt hat (1984–1985 in West-Ost-Richtung, 2000–2001 in Ost-West-Richtung).